# 福祿州
福禄州，中国唐朝在越南境内设立的州。
龙朔三年（664年），智州刺史谢法成招慰生獠昆明、北楼等七千余落。总章二年（669年），置福禄州。天宝元年（742年），改为福禄郡。至德二年（757年），改为唐林郡。乾元元年（758年），复为福禄州。领3县：柔远县（州治。与福禄州同置。本名安远，至德二年，改为柔远）、唐林县、福禄县。唐末福禄州属于静海节度使。